# Lebesgueova míra
Lebesgueova míra je v teorii míry standardní způsob přiřazení míry podmnožinám n-rozměrného eukleidovského prostoru. Pro n = 1, 2 nebo 3 se shoduje se standardním pojmem délky, plochy nebo objemu. Obecně se nazývá n-rozměrný objem, n-objem nebo jednoduše objem. Lebesgueova míra se používá v analýze v reálném oboru především pro definici Lebesgueova integrálu. Množiny, kterým lze přiřadit Lebesgueovu míru, se nazývají Lebesgueovsky měřitelné; míra Lebesgueovsky měřitelné množiny A se v tomto článku označuje λ(A).
Lebesgueova míra je pojmenovaná po francouzském matematikovi Henri Lebesgueovi, který ji popsal v roce 1901. V roce 1902 vyšel jeho popis Lebesgueova integrálu. Obojí bylo publikováno jako část jeho disertace v roce 1902.
Lebesgueova míra se často značí dx; toto označení nesmíme zaměňovat se stejně značenou objemovou formou variety.

## Definice
Jestliže délku (otevřeného, uzavřeného nebo polouzavřeného) intervalu {\displaystyle I=\langle a,b\rangle } označíme {\displaystyle \ell (I)=b-a}, pak pro libovolnou podmnožinu {\displaystyle E\subseteq \mathbb {R} } definujeme její Lebesgueovu vnější míru {\displaystyle \lambda ^{*}(E)} jako
{\displaystyle \lambda ^{*}(E)=\operatorname {inf} \left\{\sum _{k=1}^{\infty }\ell (I_{k}):{(I_{k})_{k\in \mathbb {N} }}{\text{ je posloupnost otevřených intervalů takových, že }}E\subseteq \bigcup _{k=1}^{\infty }I_{k}\right\}}.
Lebesgueova míra je definovaná na Lebesgueově sigma algebře, která je kolekcí všech množin E splňujících „Carathéodoryovo kritérium“. Toto kritérium požaduje, aby pro každé {\displaystyle A\subseteq \mathbb {R} }
{\displaystyle \lambda ^{*}(A)=\lambda ^{*}(A\cap E)+\lambda ^{*}(A\cap E^{c})}.
Pro libovolnou množinu v Lebesgueově sigma algebře se Lebesgueova míra rovná její Lebesgueově vnější míře {\displaystyle \lambda (E)=\lambda ^{*}(E)}.
Množiny, která nepatří do Lebesgueovy sigma algebry, nejsou Lebesgueovsky měřitelné. Takové množiny existují, tj. Lebesgueova sigma algebra je vlastní podmnožinou potenční množiny {\displaystyle \mathbb {R} }.

## Intuice
První část definice říká, že podmnožina {\displaystyle E} reálných čísel je omezena na svou vnější míru pokrytím množinami otevřených intervalů. Každá z těchto množin intervalů {\displaystyle I} pokrývá {\displaystyle E} v tom smyslu, že sjednocení intervalů obsahuje {\displaystyle E}. Celková velikost libovolné množiny intervalů pokrytí může být klidně větší než míra {\displaystyle E}, protože {\displaystyle E} je podmnožinou sjednocení intervalů, a intervaly tedy mohou obsahovat i body, které v {\displaystyle E} nejsou. Lebesgueova vnější míra je největší dolní závora (infimum) velikostí všech možných takových množin. Intuitivně je to celková velikost takové množiny intervalů, které se vejdou do {\displaystyle E} co nejtěsněji a nepřekrývají se.
Tím je definována Lebesgueova vnější míra. Zda je tato vnější míra také Lebesgueovou mírou množiny {\displaystyle E}, závisí na další podmínce. Tato podmínka se ověřuje pomocí podmnožin reálných čísel {\displaystyle A}, z nichž každá rozděluje množinu {\displaystyle E} na dvě části: první část patří do {\displaystyle A} i do {\displaystyle E} (tj. průnik {\displaystyle A} a {\displaystyle E}), druhá část patří do {\displaystyle A}, ale nepatří do {\displaystyle E} (tj. množinový rozdíl {\displaystyle A} a {\displaystyle E}). Na tyto dvě části množiny {\displaystyle A} se aplikuje vnější míra. Pokud součet vnějších měr obou částí je roven vnější míře celé množiny {\displaystyle A}, a toto platí pro všechny množiny {\displaystyle A}, které jsou podmnožinou reálných čísel, pak Lebesgueova míra množiny {\displaystyle E} je rovna její vnější míře. Intuitivně to znamená, že množina {\displaystyle E} nesmí mít nějaké podivné vlastnosti, které způsobí rozdíl v míře jiné množiny, pokud je množina {\displaystyle E} použita jako „maska“, která „vyřezává“ z množin {\displaystyle A} části, pro které Lebesgueova vnější míra nevytváří Lebesgueovu míru. (Takové množiny nejsou Lebesgueovsky měřitelné.)

## Příklady
- Jakýkoli uzavřený interval ⟨a, b⟩ reálných čísel je Lebesgueovsky měřitelný a jeho Lebesgueova míra je délka b−a. Otevřený interval (a, b) má stejnou míru, protože rozdíl uzavřeného a otevřeného intervalu sestává pouze z koncových bodů a a b a má míru nula.
- Jakýkoli kartézský součin intervalů ⟨a, b⟩ a ⟨c, d⟩ je Lebesgueovsky měřitelný a jeho Lebesgueova míra je (b−a)(d−c), tj. plocha příslušného obdélníka.
- Jakákoli Borelovská množina je Lebesgueovsky měřitelná; existují však Lebesgueovsky měřitelné množiny, které nejsou Borelovské.[3][4]
- Libovolná spočetná množina reálných čísel má Lebesgueovu míru 0.
- Speciálně Lebesgueova míra množiny racionálních čísel z libovolného intervalu je 0, i když množina racionálních čísel je v intervalu hustá.
- Cantorova množina je příkladem nespočetné množiny, která má Lebesgueovu míru nula.
- Pokud platí axiom determinovanosti, pak všechny množiny reálných čísel jsou Lebesgueovsky měřitelné. Avšak axiom determinovanosti je nekompatibilní s axiomem výběru.
- Vitaliho množiny jsou příkladem množin, které jsou neměřitelné pomocí Lebesgueovy míry. Jejich existence závisí na axiomu výběru.
- Osgoodovy křivky jsou jednoduché rovinné křivky s kladnou Lebesgueovou mírou[5] (lze dokázat malou úpravou konstrukce Peanovy křívky). Dračí křivka je dalším neobvyklým příkladem.
- Libovolná přímka v {\displaystyle \mathbb {R} ^{n}} pro {\displaystyle n\geq 2} má Lebesgueovu míru nula; obecně každá vlastní nadrovina má v obklopujícím prostoru Lebesgueovu míru nula.

## Vlastnosti

Translační invariance: Lebesgueova míra množiny je stejná jako množiny.

Lebesgueova míra na ℝn má následující vlastnosti:
1. Jestliže A je kartézský součin intervalů I1 × I2 × ... × In, pak A je Lebesgueovsky měřitelná a {\displaystyle \lambda (A)=|I_{1}|\cdot |I_{2}|\cdots |I_{n}|}, kde {\displaystyle |I|} označuje délku intervalu I.
2. Jestliže A je disjunktní sjednocení spočetně mnoha disjunktních Lebesgueovsky měřitelných množin, pak A je také Lebesgueovsky měřitelná a λ(A) se rovná sumě měr příslušných množin.
3. Jestliže A je Lebesgueovsky měřitelná, pak je měřitelný i její doplněk.
4. Pro každou Lebesgueovsky měřitelnou množinu A je λ(A) ≥ 0.
5. Jestliže A a B jsou Lebesgueovsky měřitelné a A je podmnožinou B, pak λ(A) ≤ λ(B). (Důsledek bodů 2, 3 a 4.)
6. Spočetná sjednocení a průniky Lebesgueovsky měřitelných množin jsou Lebesgueovsky měřitelné. (Toto není důsledek bodů 2 a 3, protože systém množin, který je uzavřený na doplňky a disjunktní spočetná sjednocení, nemusí být uzavřený na spočetná sjednocení: {\displaystyle \{\emptyset ,\{1,2,3,4\},\{1,2\},\{3,4\},\{1,3\},\{2,4\}\}}.)
7. Jestliže A je otevřená nebo uzavřená podmnožina ℝn (nebo dokonce borelovská množina, viz metrický prostor), pak A je Lebesgueovsky měřitelná.
8. Jestliže A je Lebesgueovsky měřitelná množina, pak je „skoro otevřená“ i „skoro uzavřená“ ve smyslu Lebesgueovy míry (viz věta o regularitě pro Lebesgueovu míru).
9. Lebesgueovsky měřitelnou množinu lze „vmáčknout“ mezi nějakou její otevřenou nadmnožinu a uzavřenou podmnožinu. Tato vlastnost se používá jako alternativní definice Lebesgueovské měřitelnosti. Přesněji {\displaystyle E\subset \mathbb {R} } je Lebesgueovsky měřitelná právě tehdy, když pro každé {\displaystyle \varepsilon >0} existuje otevřená množina {\displaystyle G} a uzavřená množina {\displaystyle F} tak, že {\displaystyle F\subset E\subset G} a {\displaystyle \lambda (G\setminus F)<\varepsilon }.[6]
10. Lebesgueovsky měřitelnou množinu lze „vmáčknout“ mezi nějakou její nadmnožinu Gδ a podmnožinu Fσ. Tj. pokud A je Lebesgueovsky měřitelná , pak existuje nějaká Gδ množina G a nějaká Fσ množina F taková, že G ⊇ A ⊇ F a λ(G \ A) = λ(A \ F) = 0.
11. Lebesgueova míra, která je lokálně konečná a vnitřně regulární, je Radonova míra.
12. Lebesgueova míra je striktně kladná na neprázdných otevřených množinách, takže její nosič je celé ℝn.
13. Jestliže A je Lebesgueovsky měřitelná množina míry nula, pak každá podmnožina A je také množina míry nula. Tedy každá podmnožina množiny míry nula je měřitelná.
14. Jestliže A je Lebesgueovsky měřitelná a x je prvek ℝn, pak translace A by x, definovaný by A + x = {a + x : a ∈ A}, je také Lebesgueovsky měřitelná a má stejnou míru jako A.
15. Jestliže A je Lebesgueovsky měřitelná a {\displaystyle \delta >0}, pak dilation {\displaystyle A} o {\displaystyle \delta } definovaná vztahem {\displaystyle \delta A=\{\delta x:x\in A\}} je také Lebesgueovsky měřitelná a má míru {\displaystyle \delta ^{n}\lambda \,(A).}
16. Obecněji, jestliže T je lineární transformace a A je měřitelná podmnožina ℝn, pak T(A) je také Lebesgueovsky měřitelná a má míru {\displaystyle |\det(T)|\,\lambda \,(A)}.

Všechny výše uvedené body lze stručně shrnout takto:
Lebesgueovsky měřitelné množiny vytvářejí σ-algebru obsahující všechny součiny intervalů a λ je jednoznačná úplná translačně invariantní míra, na této σ-algebře taková, že {\displaystyle \lambda (\langle 0;1\rangle \times \langle 0;1\rangle \times \cdots \times \langle 0;1\rangle )=1.}
Lebesgueova míra je také σ-konečná.

## Množiny míry nula
Libovolná podmnožina ℝn je množinou míry nula, jestliže pro každé ε > 0 může být pokryta spočetně mnoha součiny n intervalů, jejichž celkový objem je nejvýše ε. Všechny spočetné množiny jsou množinami míry nula.
Každá podmnožina ℝn s Hausdorffovou dimenzí menší než n má míru nula vzhledem k n-rozměrné Lebesgueově míře. Hausdorffova dimenze je relativní vůči Eukleidovské metrice na ℝn (nebo libovolné metrice s ní Lipschitzovsky ekvivalentní). Naopak množina, která má topologickou dimenzi menší než n, může mít kladnou n-rozměrnou Lebesgueovu míru. Příkladem je Smithova-Volterraova-Cantorova množina, která má topologickou dimenzi 0, ale má kladnou 1rozměrnou Lebesgueovu míru.
Pro důkaz, že daná množina A je Lebesgueovsky měřitelná, se obvykle snažíme nalézt „hezčí“ množinu B která se od A liší nejvýše o množinu míry nula (tj. symetrická diference (A − B) {\displaystyle \cup }(B − A) je množina míry nula), a pak ukázat, že B lze generovat z otevřených nebo uzavřených množin pomocí spočetných sjednocení a průniků.

## Konstrukce Lebesgueovy míry
Moderní konstrukce Lebesgueovy míry je aplikací Carathéodoryovy věty o rozšíření:
Nechť n ∈ N pevné. kostka v ℝn je množina tvaru
{\displaystyle B=\prod _{i=1}^{n}\langle a_{i},b_{i}\rangle \,,}
kde bi ≥ ai a symbol součinu zde znamená kartézský součin. Objem této kostky je definovaný vztahem
{\displaystyle \operatorname {vol} (B)=\prod _{i=1}^{n}(b_{i}-a_{i})\,.}
Pro libovolnou podmnožinu A množiny ℝn, můžeme definovat její vnější míru λ*(A) takto:
{\displaystyle \lambda ^{*}(A)=\inf {\Bigl \{}\sum _{B\in {\mathcal {C}}}\operatorname {vol} (B):{\mathcal {C}}{\text{ je spočetná kolekce kostek, jejichž sjednocení pokrývá }}A{\Bigr \}}.}
Pak řekneme, že množina A je Lebesgueovsky měřitelná, jestliže pro každou podmnožinu S množiny ℝn,
{\displaystyle \lambda ^{*}(S)=\lambda ^{*}(S\cap A)+\lambda ^{*}(S-A)\,.}
Tyto Lebesgueovsky měřitelné množiny vytvářejí σ-algebru a Lebesgueova míra je definována vztahem λ(A) = λ*(A) pro libovolnou Lebesgueovsky měřitelnou množinu A.
Existence množin, které nejsou Lebesgueovsky měřitelné, je důsledkem axiomu výběru, který je nezávislý na mnoha obvyklých systémech axiomů teorie množin. Vitaliho věta, která vyplývá z axiomu výběru, tvrdí, že existují podmnožiny ℝ, které nejsou Lebesgueovsky měřitelné. S použitím axiomu výběru lze zkonstruovat různé neměřitelné množiny s mnoha překvapivými vlastnostmi, např. Banachův-Tarského paradox.
V roce 1970 ukázal Robert M. Solovay, že existence množin, které nejsou Lebesgueovsky měřitelné, není dokazatelná v rámci Zermelovy-Fraenkelovy teorie množin bez použití axiomu výběru (viz Solovayův model).

## Vztah k jiným mírám
Borelovská míra souhlasí s Lebesgueovou mírou na těch množinách, pro které je definovaná; ale existuje mnohem více lebesgueovsky měřitelných množin než borelovsky měřitelných množin. Borelovská míra je translačně invariantní, ale není úplná.
Haarova míra může být definována na libovolné lokálně kompaktní grupě a je zobecněním Lebesgueovy míry (ℝn s přídavek je lokálně kompaktní grupa).
Hausdorffova míra je zobecněním Lebesgueovy míry na jest užitečný pro určení míry podmnožiny ℝn nižších dimenzí než n, jako podvariety, například povrchy nebo křivky v ℝ³ a fraktální množiny. Nezaměňujte Hausdorffovu míru s pojetím Hausdorffovy dimenze.
Lze ukázat, že neexistuje nekonečněrozměrná Lebesgueova míra.